# Shane Lechler

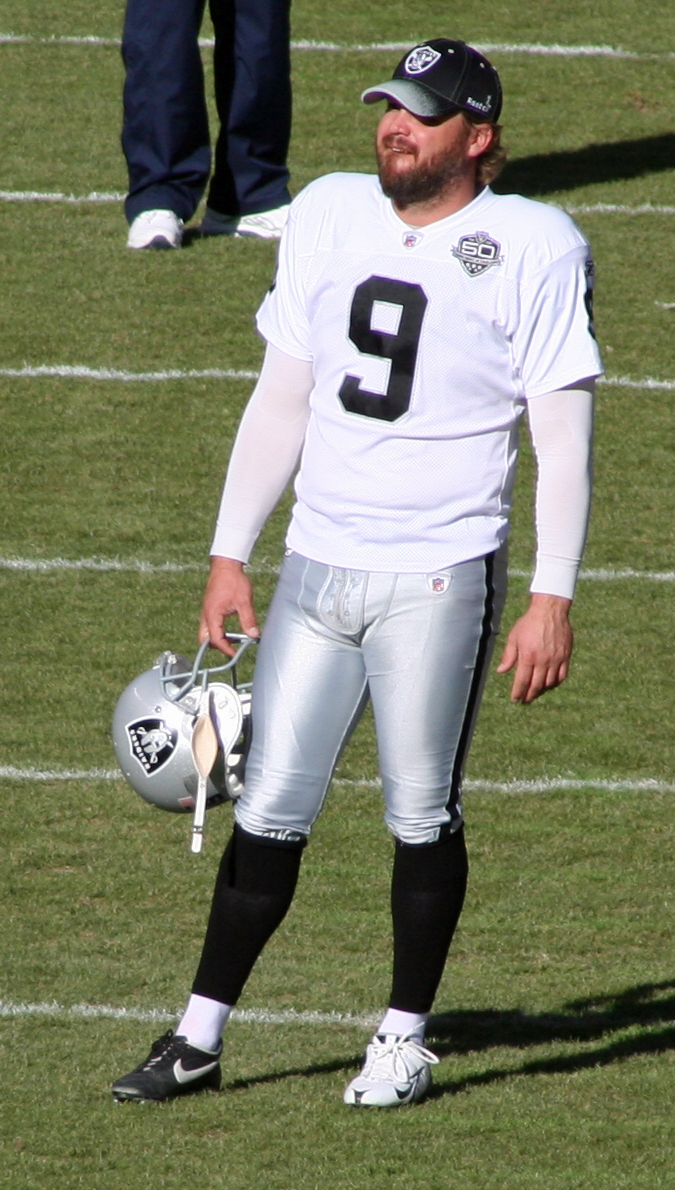
Lechler com o uniforme do Raiders em 2009.

Edward Shane Lechler (East Bernard, Texas, 7 de agosto de 1976) é um ex-jogador estadunidense de futebol americano que atuava como punter na National Football League. Lechler jogou college football pela Texas A&M de 1996 a 1999. Na NFL, foi nomeado All-Pro seis vezes ao longo da sua carreira e liderou a liga em média de jardas por punt.

## Começo da carreira
Lechler frequentou a East Bernard High School em East Bernard, onde jogou futebol americano, basquete, golfe e beisebol. No futebol americano, jogou como quarterback, punter e placekicker. Conduziu East Bernard às quartas de finais estaduais, registrando 87 passes completos em 101 tentativas (86,1%), totalizando 1.640 jardas e 11 touchdowns. Ao longo de sua trajetória no ensino médio, lançou para quase 5.000 jardas, mantendo uma média de 41,6 jardas por punt. Seu punt mais longo na escola foi de 85 jardas.

## Futebol universitário
Um jogador versátil e de talento, Lechler não era apenas punter do Texas A&M Aggies, mas ele também executava os kicked offs, chutava os field goal de longa distância, era o holder nos chutes curtos e dos extra points, também chegou a atuar como quarterback. No seu último ano, ele chegou a completar um passe de 29 jardas num fake punt contra Baylor e lançou um passe para touchdown para Dan Campbell num fake field goal na titória sobre Texas Tech.
Lechler acabou tendo uma excelente carreira na Texas A&M, sendo nomeado All-America em 1996 com uma média de 42.7 jardas por punt. Lechler também foi nomeado várias vezes para o First Team All-Big 12 Conference pelos treinadores da NCAA.
Lechler não teve um punt bloqueado deurante sua carreira na faculdade e apenas um de seus punts foi retornado para touchdown.

## NFL

### Oakland Raiders

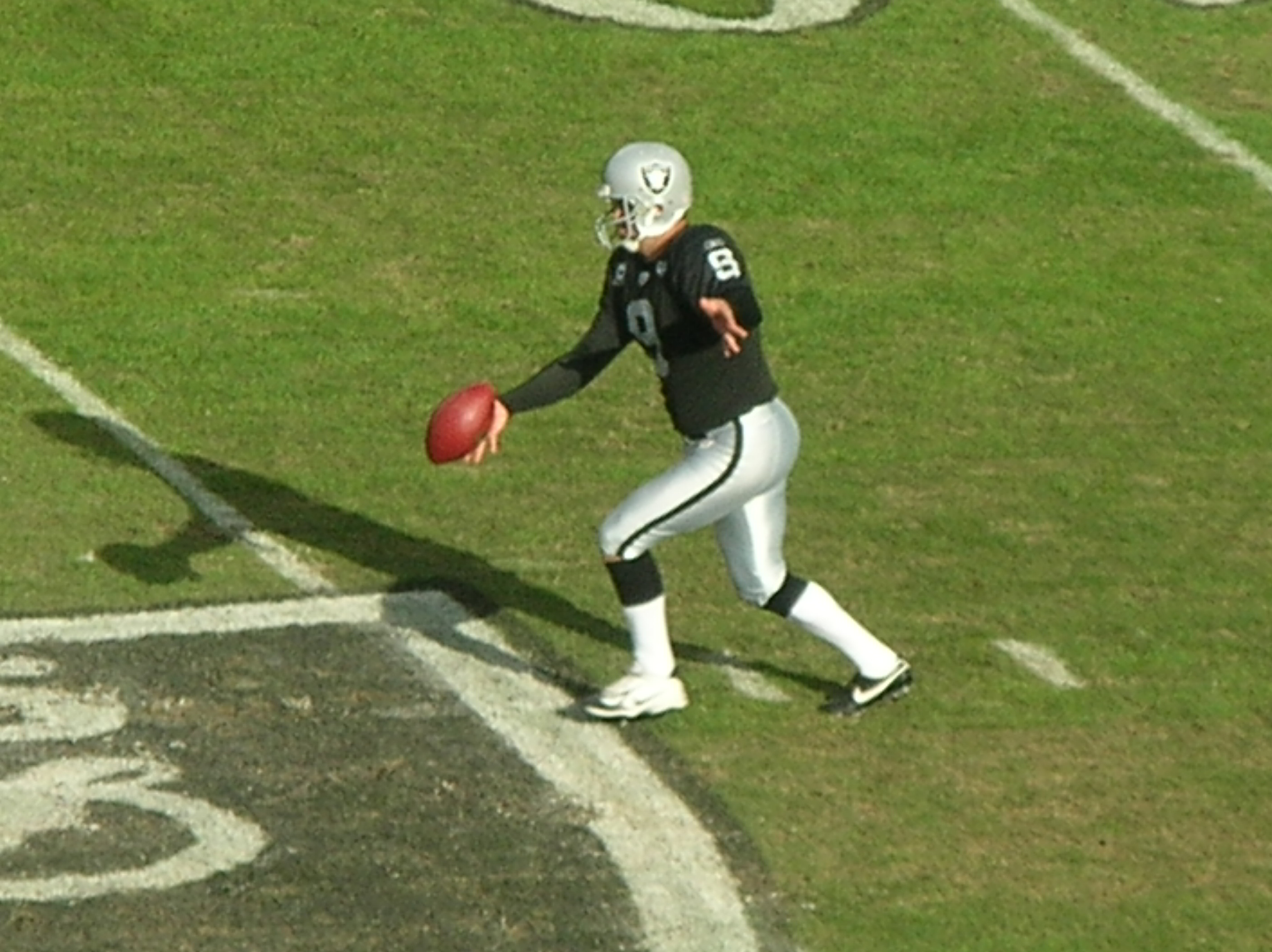
Lechler fazendo um punt contra o Atlanta Falcons em 2 de novembro de 2008.

Sendo dito como o melhor punter da NFL desde que entrou na liga em 2000, Lechler quebrou vários recordes na NFL e também do Oakland Raiders. Ele foi selecionado para o Pro Bowl em 2001, 2004, 2007, 2008 e em 2009, e também foi nomeado All-Pro em 2000, 2001, 2003, 2004, 2007, 2008 e em 2009. Lechler tem o recorde da NFL por melhor média de jardas por punt na carreira (47.3), superando o lendário Sammy Baugh. Ele tem as cinco melhores marcas de média de jardas por punt na história do Raiders, incluindo uma média de 51.1 em 2009, a segunda maior de todos os tempos (Baugh conseguiu 51.4 em 1940). Lechler recentemente aumentou o seu recorde nos Raider de mais jardas conseguidas através de punt em 2009 com 4,909. Ele tem pelo menos um punt de 50 jardas ou mais em 33 jogos consecutivos desde a Semana 13 de 2003 até a Semana 14 de 2005, a melhor média por qualquer jogador desde a fusão da AFL/NFL em 1970. Ele foi nomeado para o AFC Special Teams Player of the Week duas vezes. Lechler jogou 158 partidas seguidas como titular e também sete jogos de playoff, incluindo o Super Bowl XXXVII. No Pro Bowl de 2008, ele conseguiu chutar um punt de 55 jardas.
Em 18 de fevereiro de 2009, Lechler assinou um contrato de 4 anos valendo US$12 milhões de dolares, fazendo dele o punter mais bem pago na história da NFL.

### Houston Texans
Em 23 de março de 2013, Lechler firmou um contrato com o Houston Texans. O acordo rendia ao jogador um total de US$5,5 de dólares por 3 anos.

#### Prêmios e Honras
- 7× selecionado para o Pro Bowl (2001, 2004, 2007, 2008, 2009, 2010, 2011);
- 5× nomeado First-Team All-Pro (2000, 2003, 2004, 2008, 2009);
- 3× nomeado Second-team All-Pro (2001, 2007, 2010);

#### Números na carreira
- Punts: 1 444
- Jardas de punt: 68 678
- Jardas por punt: 47,6

## Vida pessoal
Lechler é casado com Erin Gibson, que foi selecionada All-American no time de voleibol de Texas A&M. Ele também é um amigo intimo de Justin Brantly, um ex-punter de A&M.